# Liste der Naturdenkmale in Neckartenzlingen
| Naturdenkmale | Anzahl |
| ------------- | ------ |
| FND           | 8      |
| END           | 2      |
| Gesamt        | 10     |

Die Liste der Naturdenkmale in Neckartenzlingen nennt die verordneten Naturdenkmale (ND) der im baden-württembergischen Landkreis Esslingen liegenden Gemeinde Neckartenzlingen. In Neckartenzlingen gibt es insgesamt zehn als Naturdenkmal geschützte Objekte, davon acht flächenhafte Naturdenkmale (FND) und zwei Einzelgebilde-Naturdenkmal (END).
Stand: 30. Oktober 2016.

## Flächenhafte Naturdenkmale (FND)
| Name                                               | Bild | Kennung     | Einzelheiten     | Position | Fläche Hektar | Datum         |
| -------------------------------------------------- | ---- | ----------- | ---------------- | -------- | ------------- | ------------- |
| Ehemaliger Steinbruch im Gewann Kelter-Wasen       |      | 81160422704 | Neckartenzlingen | ⊙        | 0,4           | 20. Feb. 1995 |
| Ermskanal mit Auwald                               |      | 81160422710 | Neckartenzlingen | ⊙        | 1,8           | 20. Feb. 1995 |
| Feldhecke im Gewann Hohenwiel                      | BW   | 81160422709 | Neckartenzlingen | ⊙        | 0,1           | 20. Feb. 1995 |
| Feuchtwiesen und Auwald im Gewann Heiliger Brunnen |      | 81160422701 | Neckartenzlingen | ⊙        | 1,1           | 20. Feb. 1995 |
| Klinge im Gewann Klingenwiesen                     |      | 81160422705 | Neckartenzlingen | ⊙        | 2,2           | 20. Feb. 1995 |
| Neckarinseln bei Neckartenzlingen                  |      | 81160422707 | Neckartenzlingen | ⊙        | 2,7           | 20. Feb. 1995 |
| Schilfbestand im Gewann Kelter-Wasen               |      | 81160422703 | Neckartenzlingen | ⊙        | 0,4           | 20. Feb. 1995 |
| Weide im Gewann Eichwasen                          |      | 81160422706 | Neckartenzlingen | ⊙        | 1,2           | 20. Feb. 1995 |
| Legende für Naturdenkmal                           |      |             |                  |          |               |               |

## Einzelgebilde (END)
| Name                       | Bild | Kennung     | Einzelheiten     | Position | Fläche Hektar | Datum         |
| -------------------------- | ---- | ----------- | ---------------- | -------- | ------------- | ------------- |
| Eiche im Gewann Rainerwald |      | 81160422702 | Neckartenzlingen | ⊙        | 0,0           | 20. Feb. 1995 |
| Linde bei der Ev. Kirche   |      | 81160422708 | Neckartenzlingen | ⊙        | 0,0           | 20. Feb. 1995 |
| Legende für Naturdenkmal   |      |             |                  |          |               |               |